# Легка атлетика на Всеукраїнських літніх спортивних іграх 1999
Змагання з легкої атлетики на Всеукраїнських літніх спортивних іграх 1999, що мали статус чемпіонату України з легкої атлетики, були проведені 21-24 вересня в Києві на НСК «Олімпійський». Переможці Ігор та, одночасно, національні чемпіони зі спортивної ходьби на 20 кілометрів були визначені 19 червня в Сумах.

## Ігри

### Чоловіки
| Дисципліни                | Золото                                                                               | Золото   | Срібло                                                                                  | Срібло   | Бронза                                                                       | Бронза   |
| ------------------------- | ------------------------------------------------------------------------------------ | -------- | --------------------------------------------------------------------------------------- | -------- | ---------------------------------------------------------------------------- | -------- |
| 100 метрів                | Костянтин Рурак Запорізька область                                                   | 10,47    | Сергій Осович Івано-Франківська область                                                 | 10,50    | Анатолій Довгаль Харківська областьВіталій Сенів Тернопільська область       | 10,54    |
| 200 метрів                | Сергій Осович Івано-Франківська область                                              | 20,95    | Сергій Полінков Київ                                                                    | 21,20    | Віталій Сенів Тернопільська область                                          | 21,39    |
| 400 метрів                | Роман Воронько Дніпропетровська область                                              | 46,81    | Михайло Дмитрієв Запорізька область                                                     | 46,94    | Олександр Кайдаш Харківська область                                          | 47,03    |
| 800 метрів                | Андрій Булковський Львівська область                                                 | 1.49,85  | Андрій Шокур Чернігівська область                                                       | 1.50,04  | Анатолій Якимович Волинська область                                          | 1.50,09  |
| 1500 метрів               | Анатолій Якимович Волинська область                                                  | 3.42,17  | Олександр Сітковський Донецька область                                                  | 3.43,12  | Дмитро Шокур Чернігівська область                                            | 3.43,76  |
| 5000 метрів               | Сергій Лебідь Донецька область                                                       | 13.49,35 | Микола Новицький Київ                                                                   | 14.04,71 | Андрій Наумов Донецька область                                               | 14.05,86 |
| 10000 метрів              | Андрій Гладишев Київська область                                                     | 29.18,9  | Максим Янішевський Дніпропетровська область                                             | 29.22,1  | Ігор Осьмак Київ                                                             | 29.37,2  |
| 110 метрів з бар'єрами    | Дмитро Колесниченко Рівненська область                                               | 13,88    | Сергій Шелесько Житомирська область                                                     | 14,17    | Володимир Білоконь Кіровоградська область                                    | 14,18    |
| 400 метрів з бар'єрами    | Геннадій Горбенко Дніпропетровська область                                           | 50,42    | Роман Воронько Дніпропетровська область                                                 | 51,19    | Сергій Білорус Харківська область                                            | 51,80    |
| 3000 метрів з перешкодами | Сергій Редько Луганська область                                                      | 8.34,81  | Сергій Мушинський Молдова                                                               | 8.36,71  | Олександр Єфіменко Чернігівська область                                      | 8.42,71  |
| 4×100 метрів              | Запорізька областьВіталій Борисенко Вадим Лобанов Віталій Мединський Костянтин Рурак | 41,08    | Івано-Франківська областьСергій Бублик Сергій Осович Віталій Сенів Віталій Заводовський | 41,49    | Харківська областьРоман Галкін Анатолій Довгаль Євген Зюков Олександр Кайдаш | 41,58    |
| 4×400 метрів              | Дніпропетровська областьРоман Воронько Євген Кауров Володимир Демченко Іван Левченко | 3.10,94  | Харківська областьЄвген Зюков Андрій Твердоступ Сергій Білорус Олександр Кайдаш         | 3.12,55  | КиївАндрій Вінницький Валерій Козлов Ростислав Местєчкін Володимир Рибалка   | 3.13,35  |
| Напівмарафон              | Ігор Осьмак Київ                                                                     | 1:04.51  | Андрій Наумов Донецька область                                                          | 1:05.54  | Олександр Кузін Дніпропетровська область                                     | 1:06.26  |
| Ходьба 20 кілометрів      | Феодосій Чумаченко Молдова                                                           | 1:22.42  | Андрій Макаров Білорусь                                                                 | 1:24.22  | Віталій Стецишин Львівська область                                           | 1:25.39  |
| Ходьба 50 кілометрів      | Олексій Шелест Сумська область                                                       | 3:58.09  | Феодосій Чумаченко Молдова                                                              | 4:01.38  | Віталій Попович Київська область                                             | 4:04.33  |
| Стрибки у висоту          | Сергій Димченко Київ                                                                 | 2,25     | Андрій Соколовський Вінницька область                                                   | 2,20     | Руслан Гливинський Одеська область                                           | 2,20     |
| Стрибки з жердиною        | Денис Юрченко Донецька область                                                       | 5,40     | Максим Руденко Донецька область                                                         | 5,10     | Руслан Єременко КиївЮрій Блонський Київська область                          | 5,10     |
| Стрибки в довжину         | Роман Щуренко Київ                                                                   | 7,89     | Олексій Лукашевич Київ                                                                  | 7,74     | Володимир Зюськов Київ                                                       | 7,53     |
| Потрійний стрибок         | Сергій Ізмайлов Полтавська область                                                   | 16,47    | Олександр Зацаренко Дніпропетровська область                                            | 16,18    | Володимир Кравченко Дніпропетровська область                                 | 16,04    |
| Штовхання ядра            | Олександр Багач Київська область                                                     | 20,81    | Юрій Білоног Одеська область                                                            | 20,44    | Василь Вірастюк Івано-Франківська область                                    | 20,18    |
| Метання диска             | Юрій Білоног Одеська область                                                         | 65,32    | Віталій Сидоров Одеська область                                                         | 59,08    | Кирило Чупринін Волинська область                                            | 56,25    |
| Метання молота            | Владислав Піскунов Херсонська область                                                | 79,70    | Вадим Грабовий Дніпропетровська область                                                 | 73,70    | Вадим Колесник Рівненська область                                            | 72,94    |
| Метання списа             | Юрій Дроздов Донецька область                                                        | 71,29    | Олег Стаценко Харківська область                                                        | 70,20    | Сергій Гаврась Сумська область                                               | 68,71    |
| Десятиборство             | Юрій Журавський Київ                                                                 | 7707     | Сергій Блонський Київська область                                                       | 7450     | Федір Лаухін Київ                                                            | 7440     |

### Жінки
| Дисципліни             | Золото                                                                            | Золото   | Срібло                                                                           | Срібло   | Бронза                                                                                | Бронза   |
| ---------------------- | --------------------------------------------------------------------------------- | -------- | -------------------------------------------------------------------------------- | -------- | ------------------------------------------------------------------------------------- | -------- |
| 100 метрів             | Анжела Кравченко Донецька область                                                 | 11,41    | Тетяна Ткаліч Харківська область                                                 | 11,55    | Оксана Гуськова Харківська область                                                    | 11,56    |
| 200 метрів             | Тетяна Ткаліч Харківська область                                                  | 23,07    | Анжела Кравченко Донецька область                                                | 23,68    | Ольга Міщенко Донецька область                                                        | 23,80    |
| 400 метрів             | Галина Місірук Запорізька область                                                 | 52,35    | Олена Рурак Запорізька область                                                   | 53,45    | Ольга Міщенко Донецька область                                                        | 53,65    |
| 800 метрів             | Ірина Ліщинська Донецька область                                                  | 2.05,51  | Світлана Твердохліб Дніпропетровська область                                     | 2.05,82  | Юлія Кумпан Запорізька область                                                        | 2.06,15  |
| 1500 метрів            | Олена Городничева Запорізька область                                              | 4.05,48  | Ольга Нелюбова Запорізька область                                                | 4.07,02  | Тетяна Кривобок Донецька область                                                      | 4.07,57  |
| 5000 метрів            | Світлана Нехорош Донецька область                                                 | 16.01,05 | Віра Рагуліна Запорізька область                                                 | 16.06,65 | Анжеліка Аверкова АР Крим                                                             | 16.11,08 |
| 10000 метрів           | Світлана Нехорош Донецька область                                                 | 33.09,00 | Анжеліка Аверкова АР Крим                                                        | 33.17,15 | Тетяна Гладир Миколаївська область                                                    | 33.44,70 |
| 100 метрів з бар'єрами | Олена Красовська Київ                                                             | 13,08    | Майя Шемчишена Харківська область                                                | 13,15    | Надія Бодрова Харківська область                                                      | 13,21    |
| 400 метрів з бар'єрами | Тетяна Терещук Київ                                                               | 54,84    | Тетяна Дебела Дніпропетровська область                                           | 57,62    | Інна Цуд Житомирська область                                                          | 58,05    |
| 4×100 метрів           | Харківська область-1Оксана Гуськова Вікторія Фоменко Тетяна Ткаліч Майя Шемчишена | 44,79    | Донецька областьАнжеліка Шевчук Ольга Міщенко Анжела Кравченко Тетяна Лук'яненко | 44,96    | Харківська область-2Наталія Мауріна Олена Бородінова Ірина Макогон Олександра Рижкова | 46,59    |
| 4×400 метрів           | Харківська областьМайя Шемчишена Олена Буженко Вікторія Фоменко Тетяна Ткаліч     | 3.36,91  | Донецька областьЮлія Гуртовенко Наталія Сидоренко Ольга Міщенко Марина Макарова  | 3.37,67  | Запорізька областьТетяна Воровченко Тетяна Петлюк Тетяна Терещук Ольга Фадєєва        | 3.38,33  |
| Напівмарафон           | Олена Пластініна Закарпатська область                                             | 1:16.28  | Тетяна Булищенко Запорізька область                                              | 1:19.12  | Ілона Барванова АР Крим                                                               | 1:19.30  |
| Ходьба 20 кілометрів   | Валентина Савчук Волинська область                                                | 1:37.29  | Людмила Єгорова Сумська область                                                  | 1:38.45  | Ірина Ковальчук Івано-Франківська область                                             | 1:42.14  |
| Стрибки у висоту       | Віта Стьопіна Запорізька область                                                  | 1,92     | Віта Паламар Київ                                                                | 1,86     | Ірина Михайльченко Київ                                                               | 1,83     |
| Стрибки з жердиною     | Анжела Балахонова Київ                                                            | 4,35     | Олександра Виборнова Миколаївська область                                        | 4,00     | Євгенія Савіна Харківська область                                                     | 3,70     |
| Стрибки в довжину      | Вікторія Вершиніна Київська область                                               | 6,54     | Євгенія Ставчанська Чернівецька область                                          | 6,50     | Іоланта Хропач Київ                                                                   | 6,38     |
| Потрійний стрибок      | Олена Говорова Київ                                                               | 14,10    | Олена Хлусович Київ                                                              | 13,63    | Вікторія Вершиніна Київська область                                                   | 13,60    |
| Штовхання ядра         | Олена Дементій Київська область                                                   | 16,36    | Юлія Савченко Полтавська область                                                 | 15,67    | Лариса Лапа Дніпропетровська область                                                  | 15,52    |
| Метання диска          | Олена Антонова Дніпропетровська область                                           | 64,32    | Вікторія Бойко Донецька область                                                  | 59,21    | Олена Дементій Київська область                                                       | 52,15    |
| Метання молота         | Наталія Куницька Київ                                                             | 61,76    | Ірина Секачова Київська область                                                  | 61,39    | Ірина Мартиненко Київ                                                                 | 59,09    |
| Метання списа          | Христина Кліщевська Київ                                                          | 55,04    | Людмила Гаманюк Донецька область                                                 | 54,35    | Валерія Порядіна Чернігівська область                                                 | 54,07    |
| Семиборство            | Ельміра Соховтінова Донецька область                                              | 5783     | Людмила Блонська Київська область                                                | 5684     | Юлія Акуленко Дніпропетровська область                                                | 5638     |

## Інші чемпіонати
Крім основного чемпіонату в межах легкоатлетичної програми Ігор, протягом року також були проведені інші чемпіонати України серед дорослих:
- 11 лютого — зимовий чемпіонат з легкоатлетичних метань (Ялта)
- 12 лютого — чемпіонат з кросу (Євпаторія)
- 27 лютого — зимовий чемпіонат зі спортивної ходьби на 20 кілометрів серед чоловіків та 10 кілометрів серед жінок (Євпаторія)

### Чоловіки
| Дисципліни                     | Золото                                   | Золото  | Срібло                                 | Срібло  | Бронза                            | Бронза  |
| ------------------------------ | ---------------------------------------- | ------- | -------------------------------------- | ------- | --------------------------------- | ------- |
| Метання диска (зимовий)        | Віталій Сидоров Одеська область          | 59,03   | Павло Пірожков Одеська область         | 54,19   | Кирило Чупринін Волинська область | 49,77   |
| Метання молота (зимовий)       | Владислав Піскунов Херсонська область    | 77,68   | Артем Рубанко Київ                     | 72,14   | Вадим Колесник Рівненська область | 69,91   |
| Метання списа (зимовий)        | Сергій Гаврась Сумська область           | 69,05   | Юрій Присяжнюк Львівська область       | 68,75   | Сергій Пупирін Запорізька область | 67,22   |
| Ходьба 20 кілометрів (зимовий) | Віталій Стецишин Львівська область       | 1:24.39 | Андрій Ковенко Вінницька область       | 1:25.43 | Леонід Мізернюк Волинська область | 1:26.15 |
| Крос (4 км)                    | Андрій Наумов Донецька область           | 11.39   | Роман Івасів Івано-Франківська область | 11.43   | Ігор Ліщинський Донецька область  | 11.49   |
| Крос (12 км)                   | Олександр Кузін Дніпропетровська область | 36.09   | Сергій Русецький Вінницька область     | 36.24   | Віктор Роговий Київ               | 36.34   |

### Жінки
| Дисципліни                     | Золото                                  | Золото | Срібло                                 | Срібло | Бронза                                   | Бронза |
| ------------------------------ | --------------------------------------- | ------ | -------------------------------------- | ------ | ---------------------------------------- | ------ |
| Метання диска (зимовий)        | Олена Антонова Дніпропетровська область | 63,73  | Вікторія Бойко Донецька область        | 60,66  | Тетяна Тищенко Волинська область         | 47,07  |
| Метання молота (зимовий)       | Ірина Секачова Київська область         | 59,60  | Наталія Куницька Київ                  | 58,29  | Ірина Мартиненко Київ                    | 57,93  |
| Метання списа (зимовий)        | Надія Кобрин Донецька область           | 56,99  | Ольга Іванкова Харківська область      | 54,48  | Валерія Порядіна Чернігівська область    | 52,70  |
| Ходьба 10 кілометрів (зимовий) | Валентина Савчук Волинська область      | 44.06  | Тетяна Рагозіна Полтавська область     | 44.43  | Світлана Калитка Волинська область       | 44.52  |
| Крос (4 км)                    | Тетяна Гладир Миколаївська область      | 13.22  | Варвара Шесток АР Крим                 | 13.32  | Наталія Беркут Київська область          | 13.34  |
| Крос (8 км)                    | Наталія Романчук Київська область       | 28.33  | Галина Яценко Дніпропетровська область | 28.45  | Ірина Скляренко Дніпропетровська область | 29.07  |